# Bunsen est une bête
Pour les articles homonymes, voir Bunsen.
 (janvier 2018).
Si vous disposez d'ouvrages ou d'articles de référence ou si vous connaissez des sites web de qualité traitant du thème abordé ici, merci de compléter l'article en donnant les références utiles à sa vérifiabilité et en les liant à la section « Notes et références ».
TUFF Puppy
Bunsen est une bête (Bunsen Is a Beast) est une série télévisée d'animation américaine en 26 épisodes de 22 minutes (dont 21 épisodes divisés en deux segments de 11 minutes) créée par Butch Hartman, diffusée du 16 janvier 2017 au 20 octobre 2017 sur Nickelodeon, puis déplacée du 1er décembre 2017 au 25 juin 2018 sur NickToons.
En France, la série est diffusée du 25 septembre 2017 au 30 novembre 2018 sur Nickelodeon France, puis rediffusé depuis le 22 décembre 2018 sur Gulli.

## Synopsis
Bunsen est une bête ressemblant à un monstre bleu : il est à l'école secondaire de Muckledunk. Mikey Munroe, son ami humain, va l'aider à parcourir l'école et à prouver que les monstres peuvent exister sans manger n'importe quoi ni nuire.

## Fiche technique
Sauf indication contraire, les informations mentionnées dans cette section peuvent être confirmées par la base de données cinématographiques IMDb,  présente dans la section « Liens externes ».
- Titre original : Bunsen Is a Beast
- Titre français : Bunsen est une bête
- Création : Butch Hartman
- Réalisation : George Elliott, Keith Oliver
- Scénario : Butch Hartman, Ray DeLaurentis, Will Schifrin, Becky Wiangberg, Dominik Rothbrad
- Direction artistique : George Goodchild
- Animation : Gary DiRaffaiele « Doodles »
- Musique : Guy Moon, Butch Hartman
- Production : Wren Errington, Christine Thompson, Karen Malach,
  - Production exécutive : Butch Hartman
  - Supervision de la production : George Elliot et George Goodchild
- Sociétés de production : Nelvana Limited, Billionfold Inc., Nickelodeon Productions
- Société de distribution : ViacomCBS Domestic Media Networks
- Pays :  États-Unis
- Langue originale : anglais
- Genre : Comédie, slapstick, aventure
- Format : Couleur - HDTV 1080i - 16:9 - Stéréo
- Nombre d'épisodes : 26 (1 saison)
- Durée : 22 minutes
- Dates de première diffusion :
  - États-Unis : 16 janvier 2017
  - France : 25 septembre 2017
- Classification : Tout public

## Distribution

### Voix originales
- Jeremy Rowley : Bunsen / Mr. Monroe
- Ben Giroux : Mikey Munroe
- Kari Wahlgren : Amanda Killman / Sophie Sanders / Beverly / Betty / Mme Monroe
- Cheri Oteri : le professeur Flap / Miss Plane
- Cristina Milizia : Darcy
- Jerry Trainor : le capitaine Cône
- Jeff Bennett : père de Bunsen / Bob / le général Lance Justice
- Jennifer Hale : mère de Bunsen
- Phil LaMarr : Boodles / Ken

### Voix françaises
- Karim Barras : Bunsen
- Thibaut Delmotte : Mikey Munroe
- Marie Du Bled : Amanda Killman
- Tony Beck :
- Héléna Coppejans : Beverly
- Gregory Deck
- Gauthier de Fauconval : Le capitaine Cône / Dénote
- Robert Dubois
- Cécile Florin
- Sébastien Hébrant
- Tiffanie Jamesse
- Stany Mannaert
- Elsa Perusin
- Shérine Seyad
- Béatrice Wegnez

Version française réalisée par Lylo ; direction artistique : Jean-Marc Delhausse ; direction des chansons : Edwige Chandelier.[source insuffisante]

## Production

### Développement
L'idée de la série est née d'un dessin d'un monstre face à un garçon que Butch Hartman a dessiné en 2009. Selon un article publié dans Variety, il a conservé le dessin dans son bureau de Nickelodeon jusqu'à ce qu'un directeur de réseau le remarque et lui demande de présenter le concept comme une série télévisée. Le message que « peu importe qui vous êtes, vous pouvez toujours trouver une place pour l'insérer » a inspiré le thème sous-jacent de l'intégration. Lorsqu'on lui a demandé dans une interview avec Comics Beat de Heidi MacDonald si la série pouvait être interprété comme une métaphore pour «accepter et se lier d'amitié avec des réfugiés», Hartman a mentionné que le commentaire social était «un peu» intentionnel. La série d'animation a commencé environ un an avant sa première diffusion.

### Diffusion internationale
Un aperçu de la série a été présenté pour la première fois au Comic-Con en 2014. La série est diffusée depuis le 3 août 2017 sur YTV au Canada puis en première depuis le 4 septembre 2017 en Israël. De plus elle est diffusée depuis le 5 juillet 2017 sur Nickelodeon en Australie et en Nouvelle-Zélande. Enfin elle est diffusée depuis le 18 décembre 2017 en Grèce et depuis le 4 septembre 2017 sur Nicktoons au Royaume-Uni.

## Épisodes
| Saison | Saison        | Épisodes      | Épisodes         | États-Unis      | États-Unis       | États-Unis  | France            | France           |
| Saison | Saison        | Épisodes      | Épisodes         | Début de saison | Fin de saison    | Chaîne      | Début de saison   | Fin de saison    |
| ------ | ------------- | ------------- | ---------------- | --------------- | ---------------- | ----------- | ----------------- | ---------------- |
|        | Court-métrage | Court-métrage | Court-métrage    | 17 mars 2016    | 17 mars 2016     | Nickelodeon | NC                | NC               |
|        | 1             | 46            | 16               | 16 janvier 2017 | 14 décembre 2017 | Nickelodeon | 25 septembre 2017 | 30 novembre 2018 |
| 10     | 1             | 46            | 18 décembre 2017 | 9 février 2018  | NickToons        |             | 25 septembre 2017 | 30 novembre 2018 |

### Court-métrage (2016)
1. Titre français inconnu (Pilot)
2. Titre français inconnu (Slice of Life)
3. Titre français inconnu (Tripped!)
4. Titre français inconnu (12 Days of Christmas)

### Liste des épisodes (2017-2018)
La seule et unique saison est diffusée depuis le 16 janvier 2017 sur Nickelodeon et le 4 septembre 2017 sur NickToons.
| №   | #   | Titre français                                                              | Titre original               | Première diffusion |
| --- | --- | --------------------------------------------------------------------------- | ---------------------------- | ------------------ |
| 1   | 1a  | Bunsen est une bête                                                         | Bunsen Is a Beast            | 20 février 2017    |
| 1   | 1b  | Bunsen perd la tête                                                         | Body and the Beast           | 20 février 2017    |
| 2   | 2a  | Cache-cache en folie                                                        | Hide and Go Freak            | 16 janvier 2017    |
| 2   | 2b  | Glaces à gogo                                                               | Bunsen Screams for Ice Cream | 16 janvier 2017    |
| 3   | 3a  | Amitiés improbables                                                         | Bearly Acceptable Behavior   | 21 février 2017    |
| 3   | 3b  | SOS bêtes de nez                                                            | Beast Busters                | 21 février 2017    |
| 4   | 4a  | L'Abeille et la Bête                                                        | Spelling Beast               | 22 février 2017    |
| 4   | 4b  | Mikey est une bête                                                          | Mikey Is a Beast             | 22 février 2017    |
| 5   | 5a  | L'Amusé des horreurs                                                        | Fright at the Museum         | 23 février 2017    |
| 5   | 5b  | Belle Bête                                                                  | Handsome Beast               | 23 février 2017    |
| 6   | 6   | Autant en rapporte une dent                                                 | Tooth or Consequences        | 11 mars 2017       |
| 7   | 7   | Une bête de fête d'ami-versaire (crossover avec Mes parrains sont magiques) | Beast of Friends             | 17 mars 2017       |
| 8   | 8a  | Le Gros Boum-boum                                                           | Thunder and Frightening      | 31 mars 2017       |
| 8   | 8b  | Le Hoquet de l'oubli                                                        | Eyes on the Pies             | 31 mars 2017       |
| 9   | 9a  | Joyeuse fête des bêtes                                                      | Happy Beastgiving            | 18 mars 2017       |
| 9   | 9b  | Passage à l'heure du vert                                                   | Beastern Standard Time       | 18 mars 2017       |
| 10  | 10a | La Nuit au marais                                                           | Unhappy Campers              | 25 mars 2017       |
| 10  | 10b | Justice et Macaronis                                                        | Hall of Justice              | 25 mars 2017       |
| 11  | 11  | Les Mastronautes                                                            | Astro-Nots                   | 14 avril 2017      |
| 12  | 12a | Monstrueux ces cookies                                                      | Cookie Monster               | 3 juin 2017        |
| 12  | 12b | La Reine des visons                                                         | Braces for Disaster          | 3 juin 2017        |
| 13  | 13a | Le Fauteuil à calins                                                        | Hug It Out-ch!               | 10 juin 2017       |
| 13  | 13b | La Saison des amours                                                        | Guinea Some Lovin            | 10 juin 2017       |
| 14  | 14a | Mikey-plication                                                             | Mikey-plication              | 17 juin 2017       |
| 14  | 14b | Affaire glacée                                                              | The Case of the Cold Case    | 17 juin 2017       |
| 15  | 15a | La Divertibête                                                              | Bunsen's Beast Ball          | 24 juin 2017       |
| 15  | 15b | Broméo et Juliette                                                          | Bromeo and Juliet            | 24 juin 2017       |
| Sp. | 16  | Halloween, j'écoute ?                                                       | Beast Halloween Ever         | 14 octobre 2017    |
| Sp. | 17  | Bunsen sauve Noël                                                           | Bunsen Saves Christmas       | 18 décembre 2017   |
| 18  | 18a | Mes amies, les bêtes                                                        | Beastie Besties              | 19 décembre 2017   |
| 18  | 18b | Mille millions de mille trésors                                             | By Hook or By Schnook        | 19 décembre 2017   |
| 19  | 19a | Toutou en vadrouille                                                        | Boodle Loo                   | 20 décembre 2017   |
| 19  | 19b | Danse avec Wolfie                                                           | The Boy Who Cried Wolf       | 20 décembre 2017   |
| 20  | 20a | Les Tacos et la Cigrogne                                                    | Adventure of Beastysitting   | 21 décembre 2017   |
| 20  | 20b | Wilda la bête                                                               | Wilda Beast                  | 21 décembre 2017   |
| 21  | 21a | Loin des yeux, près du cœur                                                 | Bad Chair Day                | 22 décembre 2017   |
| 21  | 21b | Qui va à la chasse…                                                         | Stupor Bowl                  | 22 décembre 2017   |
| 22  | 22a | DRC pas possible                                                            | Remote Outta Control         | 25 décembre 2017   |
| 22  | 22b | Les Bleus de l'info                                                         | Network Newbs                | 25 décembre 2017   |
| 23  | 23a | Le badge A.M.A.N.D.A                                                        | Amanda Gets Schooled         | 26 décembre 2017   |
| 23  | 23b | Bunsen est un chien                                                         | Beast in Show                | 26 décembre 2017   |
| 24  | 24a | Les Rois de la nuit                                                         | Snooze Alarm                 | 27 décembre 2017   |
| 24  | 24b | Décision partagée                                                           | Split Decision               | 27 décembre 2017   |
| 25  | 25a | SOS têtes fantômes                                                          | Hair Today Gone Tomorrow     | 28 décembre 2017   |
| 25  | 25b | La Quête de capitaine Cône                                                  | Ice Dream                    | 28 décembre 2017   |
| 26  | 26a | Ami ou Ennemi                                                               | Friend or Phony              | 9 février 2018     |
| 26  | 26b | La Belle ou la Bête                                                         | Beauty or the Beast          | 9 février 2018     |

## Univers de la série

### Les personnages

#### Personnages principaux
- Bunsen la bête est une bête et l'ami de Mikey Munroe. Il est la première bête à devenir étudiant dans l'école humain.
- Mikey Munroe est le meilleur ami humain de Bunsen où qu'il aide à naviguer dans la vie à Muckledunk. Il assiste à la classe de Miss Plane avec Amanda et s'occupe des problèmes qui surgissent entre eux.
- Amanda Killman est une fille florissante. Elle s'efforce constamment de se débarrasser de Bunsen en essayant de prouver que les bêtes et les humains ne peuvent pas coexister. Elle parle avec un lisant latéral et porte un appareil dentaire. Mikey, qui s'oppose à cela, est devenu son ennemi, bien qu'elle ait fait des commentaires en faisant l'éloge de son bronzage et de ses courts métrages. Elle aime les garçons dans des shorts de gym, des hommes en chars ou un uniforme et ses jouets Princesse Sassafrass et le Roi Elizabear. Elle a un père riche qui contrôle le conseil scolaire et peut se permettre d'une tour d'eau pleine de crème contre l'acné et des pots de vin pour les citadins. Elle est moche.

#### Personnages secondaires
- Miss Plane est le professeur de Bunsen à l'école de Muckledunk. Elle est loufoque
- Darcy est une amie socialement étrange de Mikey. Elle est scolarisée à domicile. Elle est douée en chant
- Sophie Sanders est une fille de la classe de Miss Plane qui parle dans un accent de fille de vallée. Mikey est amoureux d'elle
- Beverly est l'assistante d'Amanda. Elle se comporte comme une enfant à l'âge préscolaire
- Commandant Cone est un vendeur de glace.
- Mr Munroe est le père de Mikey.
- Mme Munroe est la mère de Mikey.
- Papa de Bunsen est une bête sans nom qui le père de Bunsen.
- Maman de Bunsen est une bête sans nom qui est la mère de Bunsen.
- Charlene est le cousin de Bunsen.
- Boodles est le chien invisible de Bunsen.
- Betty est une fille brune dans la classe de Miss Plane et elle est allergique à la sueur.
- Bob est un journaliste de la télévision locale à l'école de Muckledunk.
- Ken est le nouveau partenaire de journaliste de Bob.
- Général Lance Justice est un général.
- Anti-Claus est un méchant où Amanda conspire avec lui.
- Fée des dents est une fée dans l'épisode "Autant en rapporte une dent".

## Accueil

### Audiences
| Saison | Début de saison   | Début de saison | Début de saison | Fin de saison     | Fin de saison   | Fin de saison |
| Saison | Date de diffusion | Téléspectateurs | Ref.            | Date de diffusion | Téléspectateurs | Ref.          |
| ------ | ----------------- | --------------- | --------------- | ----------------- | --------------- | ------------- |
| 1      | 16 janvier 2018   | 1 580 000       | [ 6 ]           | 10 février 2018   | NC              | NC            |

### Réception critique
Robert Lloyd du Los Angeles Times a fait l'éloge de la série en le comparant à « un ancien dessin animé de Hanna-Barbera avec la mécanique d'un Tex Avery à son summum » et jugeant son message envers les étrangers comme « particulièrement d'actualité ».

### Distinctions
- Annie Awards 2018 : Meilleur doublage d'une production télévisée ou radiodiffusée d'animation pour Jeremy Rowley (nomination)[8]